# Goździk

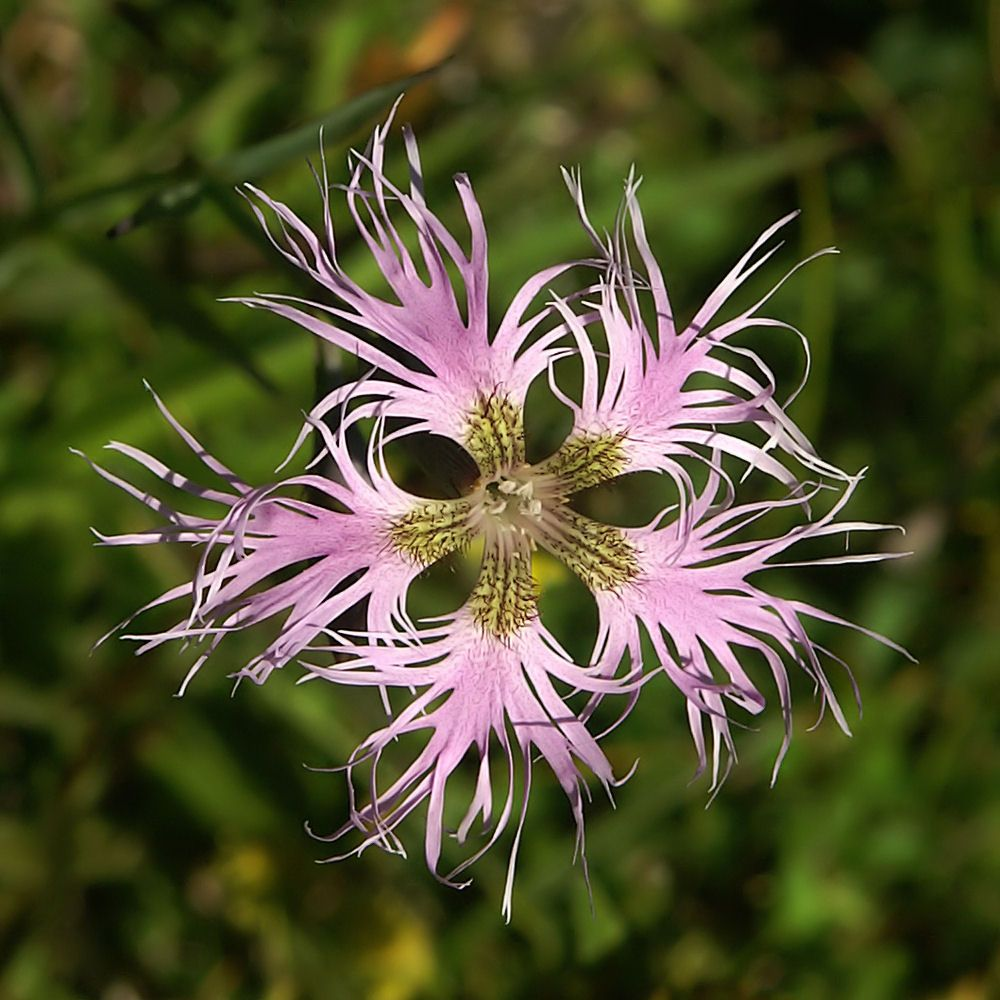
Goździk pyszny

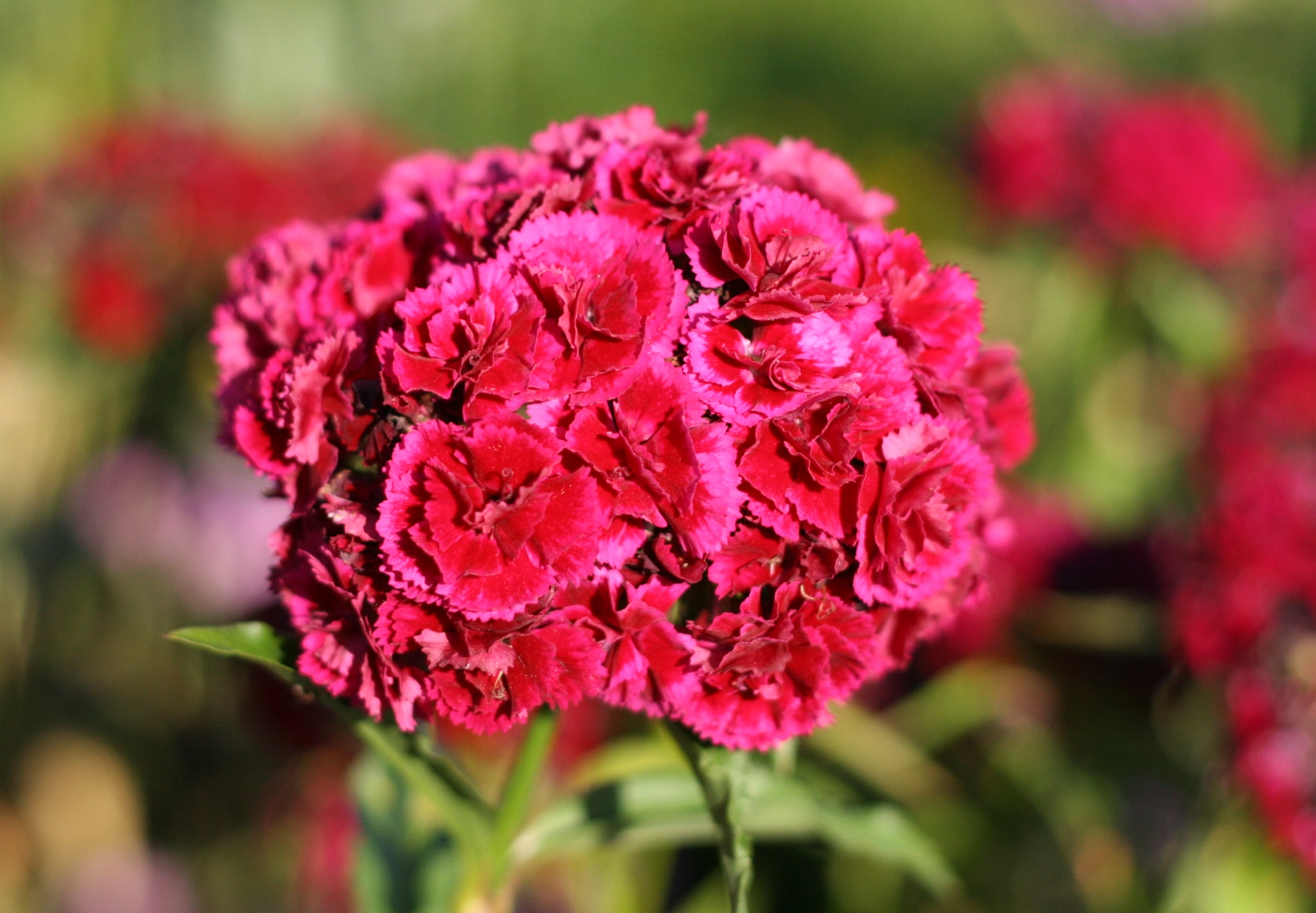
Goździk brodaty

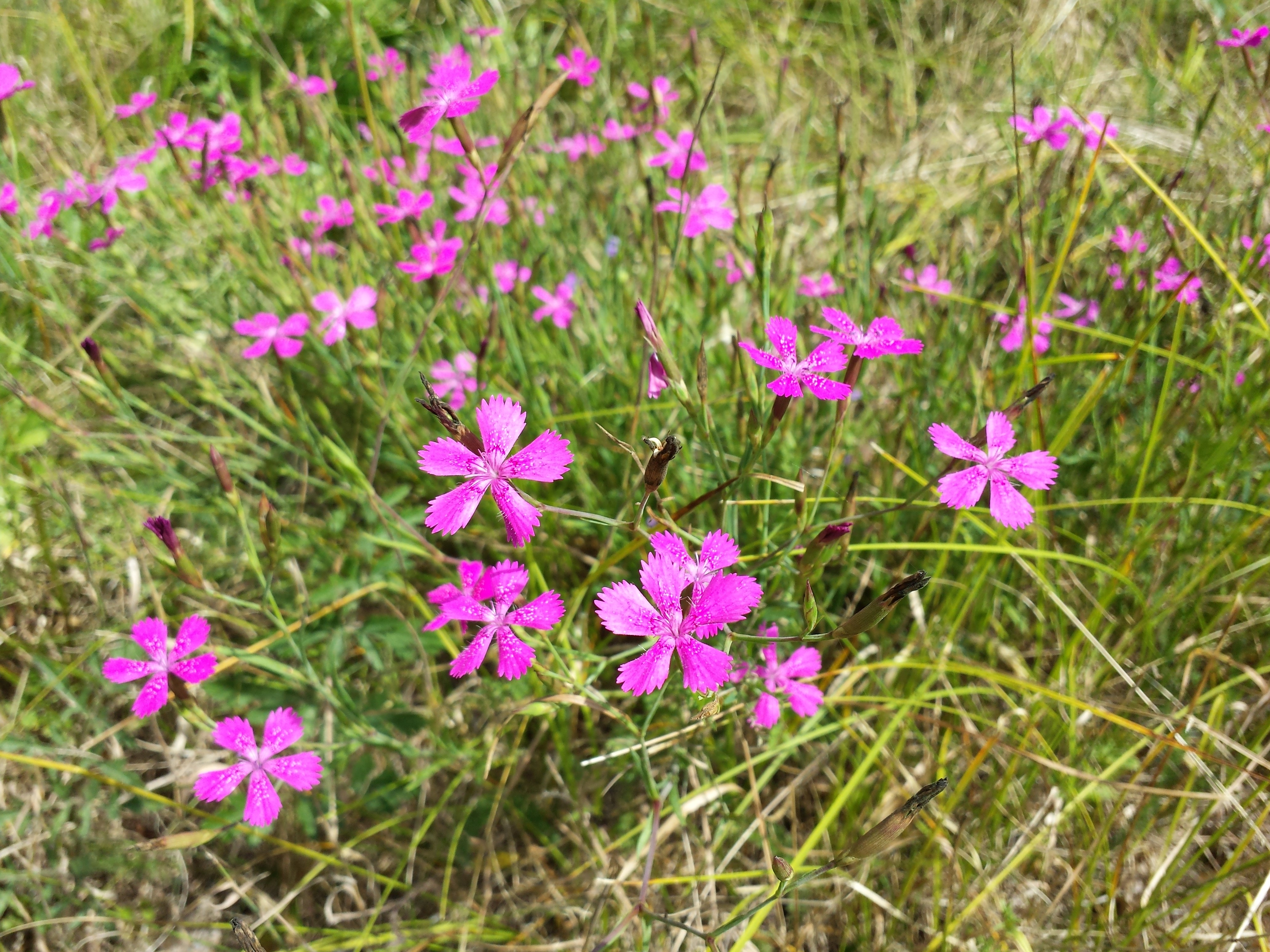
Goździk kropkowany

Goździk (Dianthus L.) – rodzaj roślin z rodziny goździkowatych. Obejmuje ok. 300, według Plants of the World Online – 344 gatunków. Zasięg rodzaju obejmuje niemal cały Stary Świat (bez Australii). W Polsce rośnie lub rosło w stanie dzikim 14 gatunków.
Liczne goździki uprawiane są jako rośliny ozdobne, zwłaszcza w ogrodach skalnych, ale też m.in. na kwiaty cięte. Goździk ogrodowy D. caryophyllus jest źródłem olejku eterycznego używanego w kosmetykach.
Nazwa dianthus powstała z greckich słów dios – bóg i anthos – kwiat, w nawiązaniu do pięknego (nieziemskiego) wyglądu i zapachu tych roślin.

## Rozmieszczenie geograficzne
Centrum zróżnicowania rodzaju stanowi strefa śródziemnomorska – południowa Europa, północna Afryka i zachodnia Azja. Tylko w Europie występuje 115 gatunków z tego rodzaju. W Azji zasięg rodzaju obejmuje niemal cały kontynent po Półwysep Arabski i Indyjski oraz Wietnam na południu. W Chinach rośnie 16 gatunków. Jeden z gatunków rosnących w północnej Azji przekracza Cieśninę Beringa i rośnie jako jedyny rodzimy przedstawiciel rodzaju w Ameryce Północnej – na Alasce i w Jukonie. Pojedyncze gatunki rosną we wschodniej Afryce (Etiopia i Erytrea) oraz na południu tego kontynentu (od Zairu i Tanzanii na południe).
Rośliny introdukowane z tego rodzaju występują w Ameryce Północnej i Południowej, na Hawajach i Nowej Zelandii.
W Polsce dwa gatunki z tego rodzaju mają status wymarłych:
- goździk lśniący Dianthus nitidus Waldst. & Kit.
- goździk łysy Dianthus collinus Waldst. & Kit.

Występują we florze Polski jako gatunki rodzime lub dziczejące:
Pierwsza nazwa naukowa w ujęciu listy roślin naczyniowych Polski, druga według The Plants of the World (jeśli jest odmienna)

- goździk brodaty Dianthus barbatus L. (antropofit)
- goździk kartuzek Dianthus carthusianorum L.
- goździk kosmaty Dianthus armeria L.
- goździk kropkowany Dianthus deltoides L.
- goździk lodowcowy Dianthus glacialis Haenke ex Jacq.
- goździk okazały Dianthus speciosus Rchb. ≡ D. superbus subsp. alpestris (Uechtr.) Kablík. ex Celak.
- goździk piaskowy Dianthus arenarius L.
- goździk polny Dianthus campestris M.Bieb.[9] (antropofit)
- goździk postrzępiony Dianthus plumarius L.
- goździk pyszny Dianthus superbus L.
- goździk siny Dianthus gratianopolitanus Vill.
- goździk skupiony Dianthus compactus Kit. ≡ D. barbatus var. compactus (Kit.) Heuff.

## Morfologia
PokrójByliny, tylko D. armeria jest rośliną jednoroczną lub dwuletnią. Korzenie są zwykle tęgie. Łodygi prosto wzniesione lub podnoszące się, pojedyncze lub rozgałęzione.
LiścieNaprzeciwległe, u nasady połączone w pochwę liściową. Dolne ogonkowe, górne siedzące. Blaszka jest zawsze jednożyłkowa, równowąska do jajowatej, o końcu zaostrzonym.
KwiatyPojedyncze lub zebrane w szczytowe wierzchotki, w niektórych gatunków mocno skupione. Przysadki nieobecne lub wyrastające parami, zielone lub błoniaste. Działki kielicha zrośnięte w zieloną lub czerwonawą rurkę o 20–60 żyłkach. Szczytowe ząbki trójkątne lub lancetowate, zawsze krótsze od rurki, na brzegach błoniaste, białe lub czerwonawe, poza tym zielone lub czerwonawe, z 3–8 żyłkami. Płatki korony zwykle czerwone lub różowe, u niektórych gatunków białe, z wyraźnym paznokciem. Łatka płatka zwykle ząbkowana lub frędzlowato postrzępiona do połowy długości. Pręcików 10, z miodnikami u nasady nitek. Słupek z jednokomorową zalążnią i dwiema nitkowatymi szyjkami, zakończonymi wąskimi znamionami.
OwoceTorebki jajowate lub cylindryczne, otwierające się 4 ząbkami. Zawierają ponad 40 brązowo-czarnych nasion, spłaszczonych jednostronnie.

## Systematyka
Pozycja według APweb (aktualizowany system APG IV z 2016)
Należy do rodziny goździkowatych (Caryophyllaceae), rzędu goździkowców (Caryophyllales) w obrębie dwuliściennych właściwych. W obrębie goździkowatych należy do podrodziny Caryophylloideae plemienia Caryophylleae.
Pozycja w systemie Reveala (1993–1999)
Gromada okrytonasienne (Magnoliophyta Cronquist), podgromada Magnoliophytina Frohne & U. Jensen ex Reveal, klasa Rosopsida Batsch, podklasa goździkowe (Caryophyllidae Takht.), nadrząd Caryophyllanae Takht., rząd goździkowce (Caryophyllales Perleb), podrząd Caryophyllineae Bessey in C.K. Adams, rodzina goździkowate (Caryophyllaceae Juss.), plemię Diantheae Dumort., podplemię Dianthinae (Rchb.) Kitt. in A. Rich., rodzaj goździk (Dianthus L.).

## Zastosowanie
Liczne goździki uprawiane są jako rośliny ozdobne, zwłaszcza w ogrodach skalnych, ale też m.in. na kwiaty cięte. Do 2017 wyhodowano ok. 27 tys. odmian tych roślin. Goździk ogrodowy D. caryophyllus jest źródłem olejku eterycznego używanego w kosmetykach. Dawniej niektóre gatunki dodawano przy warzeniu piwa.
Gatunki uprawiane w Polsce
- goździk alpejski (Dianthus alpinus L.)
- goździk amurski (Dianthus amurensis Jacq.)
- goździk chiński (Dianthus chinensis L.)
- goździk delikatny (Dianthus gracilis Sibth. et Sm.)
- goździk drobnołuskowy (Dianthus microlepis Boiss.)
- goździk Fischera (Dianthus fischeri Spreng.)
- goździk gallicki (Dianthus gallicus Pers.)
- goździk główkowy (Dianthus capitatus Balb.)
- goździk gruczołkowaty (Dianthus ferrugineus Mill.)
- goździk Hentera (Dianthus henteri Heuff.)
- goździk iberyjski (Dianthus cintranus Boiss. et Reut.)
- goździk igłowaty (Dianthus pinifolius Sibth. et Sm.)
- goździk Knappa (Dianthus knappii Asch. et Kanitz.)
- goździk krwisty (Dianthus cruentus Griseb.)
- goździk leśny (Dianthus sylvestris Wulf.)
- goździk łąkowy (Dianthus pratensis Bieb.)
- goździk montpeliański (Dianthus monspessulanus L.)
- goździk najeżony (Dianthus squarrosus Bieb.)
- goździk niskołodygowy (Dianthus subcaulis Vill.)
- goździk ogrodowy (Dianthus caryophyllus L.)
- goździk olbrzymi (Dianthus giganteus D'Urv.)
- goździk pagórkowaty (Dianthus collinus W. et K.)
- goździk Pontedery (Dianthus pontederae Kern.)
- goździk portugalski (Dianthus lusitanus Brot.)
- goździk późny (Dianthus serotinus W. et K.)
- goździk pstry (Dianthus versicolor Fisch.)
- goździk Seguiera (Dianthus seguieri Vill.)
- goździk siedmiogrodzki (Dianthus callizonus Schott et Kotschy)
- goździk skalny (Dianthus petraeus W. et K.)
- goździk szydlasty (Dianthus acicularis Fisch.)
- goździk trójpęczkowy (Dianthus trifasciculatus Kit.)
- goździk wąskolistny (Dianthus tenuifolius Schur.)
- goździk wąskopłatkowy (Dianthus leptopetalus Willd.)
- goździk widełkowaty (Dianthus furcatus Balb.)
- goździk wonny (Dianthus fragrans Adams)
- goździk wschodni (Dianthus orientalis Adams)
- goździk zaniedbany (Dianthus neglectus Loisel.)
- goździk zmienny (Dianthus polymorphus Bieb.)